# Szymon Kawalla
Szymon Piotr Kawalla (ur. 2 czerwca 1949 w Krakowie) – polski dyrygent, kompozytor i pedagog.

## Życiorys
W 1972 ukończył Państwową Wyższą Szkołę Muzyczną im. Fryderyka Chopina w Warszawie na Wydziale Instrumentalnym w klasach skrzypiec Tadeusza Wrońskiego, Krzysztofa Jakowicza, Zenona Bąkowskiego. Rok później (1973) ukończył drugi kierunek studiów na Wydziale Kompozycji, Dyrygentury i Teorii Muzyki, w klasie dyrygentury symfoniczno-operowej w klasie Stanisława Wisłockiego. Kolejne studia ukończył w 1974 na Wydziale Kompozycji, Dyrygentury i Teorii Muzyki w klasie kompozycji Piotra Perkowskiego, Mariana Borkowskiego i Włodzimierza Kotońskiego. Studia muzyczne uzupełniał u wybitnych mistrzów: Dawida Ojstracha (skrzypce), Pawła Kleckiego i Igora Markevitcha (dyrygentura), Mathilde Graef (kameralistyka). W 1982 odbył przewód artystyczny I stopnia (odpowiednik doktoratu) w zakresie dyrygentury symfoniczno-operowej w Akademii Muzycznej im. Fryderyka Chopina w Warszawie. Przewód artystyczny II stopnia (odpowiednik habilitacji) w zakresie Akademii Muzycznej im. Fryderyka Chopina w Warszawie zakończył w 1984.
W 1992 z rąk Lecha Wałęsy otrzymał tytuł profesora sztuk muzycznych. W 2012 wybrany na dziekana Wydziału Kompozycji, Dyrygentury i Teorii Muzyki na Uniwersytecie Muzycznym Fryderyka Chopina na czteroletnią kadencję.

## Odznaczenia państwowe
- 1985 – Srebrny Krzyż Zasługi
- 1996 – Krzyż Kawalerski Orderu Odrodzenia Polski
- 2004 – Krzyż Oficerski Orderu Odrodzenia Polski
- laureat wielu nagród Ministra Kultury i Sztuki oraz nagród regionalnych i środowisk twórczych.
- 2017 – Srebrny Medal „Zasłużony Kulturze Gloria Artis”[2]

## Działalność dyrygencka
- 1972–1974 – Centralny Zespół Artystyczny Wojska Polskiego – kierownik muzyczny i pierwszy dyrygent
- 1974–1978 – Filharmonia Pomorska w Bydgoszczy – dyrygent orkiestry symfonicznej
- 1979–1980 – Państwowa Orkiestra Kameralna w Toruniu – dyrektor naczelny i artystyczny, pierwszy dyrygent
- 1980–1986 – Państwowa Filharmonia w Zielonej Górze – dyrektor naczelny i artystyczny, pierwszy dyrygent
- 1985–1991 – Orkiestra Symfoniczna i Chór PRiTv w Krakowie – dyrektor naczelny i artystyczny, pierwszy dyrygent
- 1987–1995 – Modern Masters CD Company (Austria i USA) – Principal Permanent Conductor in Vienna
- 1992–1994 – Państwowa Filharmonia im. S. Moniuszki w Koszalinie – konsultant artystyczny i pierwszy dyrygent
- 1995–2001 – Filharmonia Świętokrzyska – dyrektor naczelny i artystyczny oraz pierwszy dyrygent
- od 1995 – Yeongnam Opera Company w Daegu (Korea Południowa) – kierownik muzyczny i dyrygent – szef
- 2001–2006 – Chór Kameralny Muzyki Cerkiewnej przy Warszawskiej Operze Kameralnej – dyrektor artystyczny i pierwszy dyrygent
- od 2002 – Orkiestra Festiwalowa im. I.J. Paderewskiego w Warszawie – dyrektor artystyczny i pierwszy dyrygent
- od 2005 – Międzynarodowy Konkurs Instrumentów Dętych Blaszanych i Perkusji – juror i stały dyrygent koncertów finałowych i laureatów w Jeju (Czedżu) w Korei Południowej

## Działalność kompozytorska

### Najważniejsze kompozycje
- 1966 – Divertimento na smyczki i perkusję
- 1969 – Oratorium Pater Kolbe
- 1970 – Kantata Wit Stwosz
- 1990 – Stabat Mater
- 1991 – Kantata na 15-lecie Pontyfikatu Papieża Jana Pawła II
- 2002 – Fantazja na skrzypce solo
- 2006 – Impresje arabskie na skrzypce solo
- 2006 – Santo subito na baryton i chór mieszany
- 2006 – Novennalia na sopran i chór mieszany
- 2006 – Mały kaprys na skrzypce solo
- 2006 – Kaprys świętokrzyski na skrzypce solo
- 2006 – Dumka Babicka z wariacjami na skrzypce solo
- 2006 – Giovanile na orkiestrę symfoniczną
- 2007 – Liryki miłosne
- 2007 – Treny amerykańskie
- 2008 – Totus tuus, oratorium na sopran solo, mezzosopran solo, skrzypce solo, chóry i orkiestrę
- 2008 – Polak Papieżem, kantata na chóry i orkiestrę
- 2008 – Medytacja o Janie Pawle II "Łza", kantata na mezzosopran solo, skrzypce solo, chór i orkiestrę
- 2016 – Tryptyk koreański na skrzypce, perkusję i instrumenty dęte blaszane

### Najważniejsze opracowania
- 1982 – Karol Kurpiński – symfonia Bitwa pod Możajskiem
- 1983 – Maciej Kamieński – opera Nędza uszczęśliwiona
- 1984 – Maciej Kamieński – kantata na 100-lecie Odsieczy Wiedeńskiej
- 1986 – Władysław Żeleński – kantata na 200-lecie Odsieczy Wiedeńskiej
- 1986 – K. Jegierski – kantata Casimire terris mirae